# Thüringenhausen
Thüringenhausen – dzielnica miasta Ebeleben w Niemczech, w kraju związkowym Turyngia, w powiecie Kyffhäuser. Do 30 grudnia 2019 samodzielna gmina, której niektóre zadania administracyjne realizowane były już przez Ebeleben. Miasto to pełniło rolę "gminy realizującej" (niem. erfüllende Gemeinde).